# Future University
Future University é uma organização privada que disponibiliza cursos por todo mundo, incluindo: Estados Unidos, Portugal, Brasil, França, Inglaterra[carece de fontes?].

## Áreas de actuação
- Segurança
- Energia
- Alimentação
- Pobreza
- Educação
- Longevidade,
- Água,
- Saúde
- Outros desafios globais

## Áreas tecnológicas
- Medicina e Neurociência
- Biotecnologia
- Energia
- Fabricação Digital
- Espaço
- Inteligência artificial e robótica
- Sistemas de computação

## Formação intensiva
"A formação, intensiva, será ministrada por professores de organizações não-governamentais e abarcará a Biotecnologia, Nanotecnologia, Energias Renováveis, Neurologia e Medicina, Inteligência Artificial, Robótica, Sistemas Computacionais e Impressão 3D." - Em Antena do Minho